# Henrik Trenskow
Henrik Trenskow (født 16. maj 1968) er en bedemand i Aalborg. Indtil 2014 dansk skuespiller og instruktør.
Han er søn af skuespiller Ebbe Trenskow og billedkunstner Käthe Kobborg og er født og opvokset på Fyn. Begyndte i H.C. Andersen-spillene i Odense og medvirkede allerede som dreng i opsætninger på Odense Teater.
Blev i 2015 færdiguddannet bedemand i Begravelse Danmark og har siden 2020 haft egen selvstændig begravelsesforretning i Aalborg, Danmark 
Har som professionel skuespiller medvirket på diverse danske teatre i København, på Fyn, og i Jylland. Medvirket i tv-serier som Taxa, Hotellet og Skjulte spor, kortfilmen Papa samt i spillefilmene At klappe med een hånd, Detektiverne og La Repetition af den franske filminstruktør Cathrine Corsini.
Han har siden 2001 endvidere arbejdet som instruktør og iscenesætter, og har bl.a. iscenesat musicals som Oliver, FAME og Radiserne, samt Stuepigerne af Jean Genet og En mand er en mand af Steen Kaalø.
Har skrevet manus til forestillingerne Skibet er lastet, Englemageren, m.fl.
Hovedlærer og tovholder på Himmerland Teatertalent - linje fra 2007-2009.
Hovedlærer og koordinator på TeaterTALENTnord fra 2009-2012.
Har siddet i bestyrelsen for Holbergspillene fra 1997-2003.